# 圣科斯马和圣达米亚诺
圣科斯马和圣达米亚诺（義大利語：Santi Cosma e Damiano），是意大利拉齐奥大区拉蒂纳省的一个市镇。总面积31.55平方公里，人口6826人，人口密度216.4人/平方公里（2009年）。ISTAT代码为059026。